# Crucifiement
Ne doit pas être confondu avec Crucifixion.

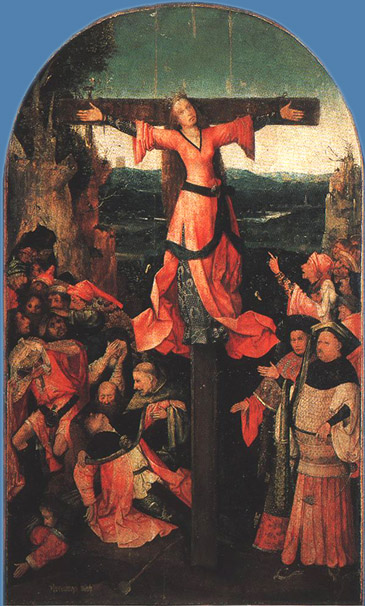
Crucifiement de Sainte Julie, panneau central du Triptyque de la martyre crucifiée, Jérôme Bosch (v. 1501), palais des Doges, Venise.

Le crucifiement ou la crucifixion est une ancienne méthode d'exécution consistant à placer le supplicié sur une croix, un support en forme de T ou un arbre et à l'attacher par divers moyens (clous, cordes, chaînes, etc.). Il existe plusieurs variantes du supplice que l'on retrouve à différentes périodes (dès l'Antiquité) et dans différentes civilisations.
Plusieurs recherches semblent indiquer que la mort a lieu par asphyxie, du fait de la traction sur les muscles supérieurs qui entraîne une compression du diaphragme.

## Histoire
Dans la mythologie grecque, le supplice de Sétée rappelle le crucifiement de la captive troyenne par les Grecs à leur retour de la guerre de Troie dont la date est estimée au XIVe  ou XIIIe siècle av. J.-C.. Les historiens font remonter cette pratique aux Perses, s'appuyant sur Hérodote qui rapporte dans ses Historíai que Darius Ier fait crucifier 3 000 Babyloniens. Des récits bibliques suggèrent que le supplice est peut-être plus ancien, vers le VIIe siècle av. J.-C. Le crucifiement est ensuite appliqué en Inde puis s'étend tout autour du bassin méditerranéen chez les peuples barbares, Phéniciens, Scythes, Celtes, Bretons. Il est plus tard appliqué par les Grecs, notamment par Alexandre le Grand, et les Carthaginois, notamment dans la répression de la guerre des Mercenaires. Les sources textuelles grecques et latines (Hérodote, Thucydide, Tacite) mentionnent que ces peuples utilisent plusieurs techniques (supplicié pendu ou cloué à un poteau, un arbre, une croix de forme variée) mais ces sources doivent être maniées avec précaution car la terminologie employée est insuffisante pour déterminer la différence entre un crucifiement et d'autres formes de suspension.
Le crucifiement est peut-être dérivé de l'empalement des Assyriens, ces deux supplices étant faciles à mettre en œuvre, ne nécessitant que peu de préparation et ayant un aspect dissuasif sur les témoins de la scène. Il est originellement associé à des sacrifices humains religieux et à une méthode d'exécution.
Chez les Romains, cette peine est infamante et réservée, en général, à ceux qui ne sont pas citoyens romains. Pratiquée surtout entre les Ier siècle av. J.-C. et Ier siècle, elle est attestée à partir de 217 av. J.-C. pour des esclaves (servile supplicium) et sera appliquée ensuite aux brigands et aux pirates, parfois aux prisonniers de guerre et aux condamnés pour motifs politiques, et exceptionnellement, à titre d'humiliation supplémentaire, à des nobles, parfois même des citoyens romains lorsque la gravité de leur crime les faisait considérer comme déchus de leurs droits civiques. Les Romains codifient ce supplice et rendent la hauteur du support proportionnelle à la gravité de la faute, augmentant ainsi la visibilité du crucifié. Appien mentionne qu'après la défaite de Spartacus en 71 av. J.-C., six mille de ses partisans furent crucifiés le long de la Via Appia, de Rome jusqu'à Capoue. Les Romains connaissaient aussi le crucifiement privé, supplice infligé par un maître à son esclave.
L'Ancien Testament précise que la peine capitale appliquée chez les Juifs est la lapidation, le crucifiement n'étant donc pas une peine prévue par la loi juive. Cependant, Flavius Josèphe rapporte que vers 88 av. J.-C., huit-cents pharisiens sont crucifiés au centre de Jérusalem sur ordres d'Alexandre Jannée ; il rapporte également les 2 000 crucifiements ordonnés en 4 av. J.-C. par le légat romain Varus. Selon le Nouveau Testament, Jésus de Nazareth est condamné à mort par le préfet romain Ponce Pilate et exécuté par crucifiement ; on parle dans ce cas de sa crucifixion. Le culte de la croix répandu par Hélène explique une désaffection de ce supplice, puis son interdiction par Constantin et son remplacement par l'exécution sub furca : le condamné est attaché à un poteau en forme de Y majuscule puis fouetté jusqu'à ce que mort s'ensuive. Thème infamant dans la culture chrétienne aussi bien que dans le paganisme gréco-romain (pour qui la beauté corporelle constitue par excellence l'attribut du Divin), la représentation du Christ en croix est rare dans l'art paléochrétien.

## Types de crucifiements

### Déroulement de l'exécution chez les Romains

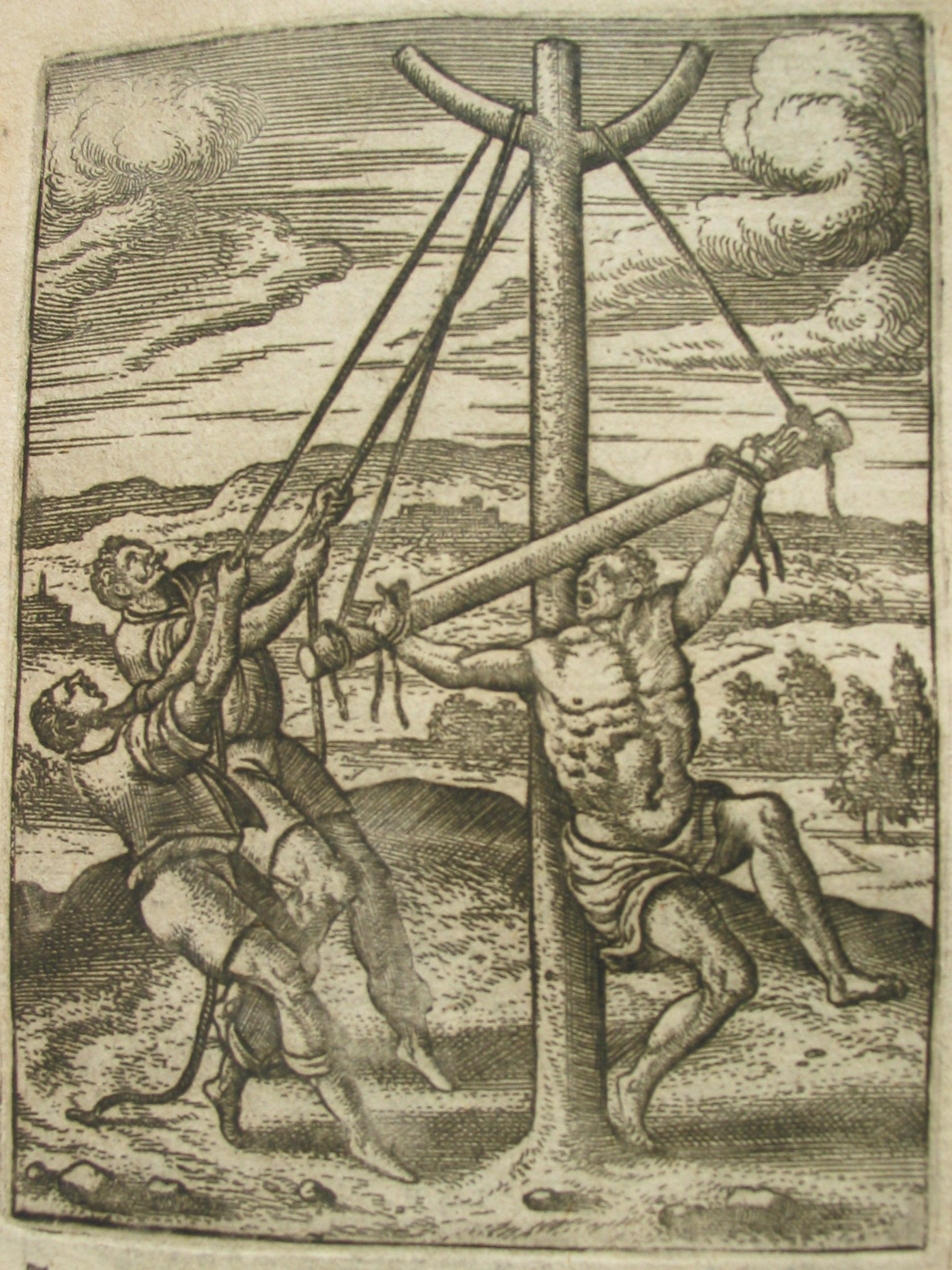
Gravure de la fin du XVIe siècle représentant une mise en croix.

Chez les Romains, chez qui ce châtiment était un supplice infamant et servile, le condamné était attaché et/ou cloué bras écartés avec des cordages (effet de garrot) sur une poutre (patibulum) sur laquelle était attachée le motif de sa condamnation (titulus). Le patibulum, doté d'une mortaise, était fixé, soit au sommet (crux commissa en forme de T), soit en dessous (crux immissa) d'un pieu (stipes) qui était ensuite fiché en terre — la croix de Jésus était vraisemblablement une crux immissa puisque, selon les Évangiles, un écriteau était fixé au sommet, et relativement haute puisqu'un soldat lui donne à boire avec une éponge imprégnée d'eau vinaigrée (la posca, boisson distribuée aux légionnaires) au bout d'une branche d'hysope. Les pieds, encloués ou attachés, reposaient parfois sur une console en bois (suppedaneum) fixée sur le montant vertical. Le condamné pouvait aussi être cloué à un arbre.
La peine était parfois précédée de supplices préliminaires (flagellation), censés « préparer » le condamné au crucifiement, sans l'achever prématurément. Le supplicié devait ensuite porter sa croix (ou selon les sources, uniquement le patibulum) jusqu'au lieu de l'exécution, toujours hors de la ville, généralement sur un promontoire ou une croisée des chemins, afin de mettre son supplice bien en évidence aux yeux des passants.
Des travaux récents montrent que les pieds étaient cloués soit au niveau du calcanéus (cas du squelette d'un crucifié, Jehohanan (en), retrouvé dans la banlieue de Jérusalem en 1968), soit dans l'espace de Mérat (entre le 3e cunéiforme, le 2e cunéiforme et l'os naviculaire).

### Crucifiement au Japon

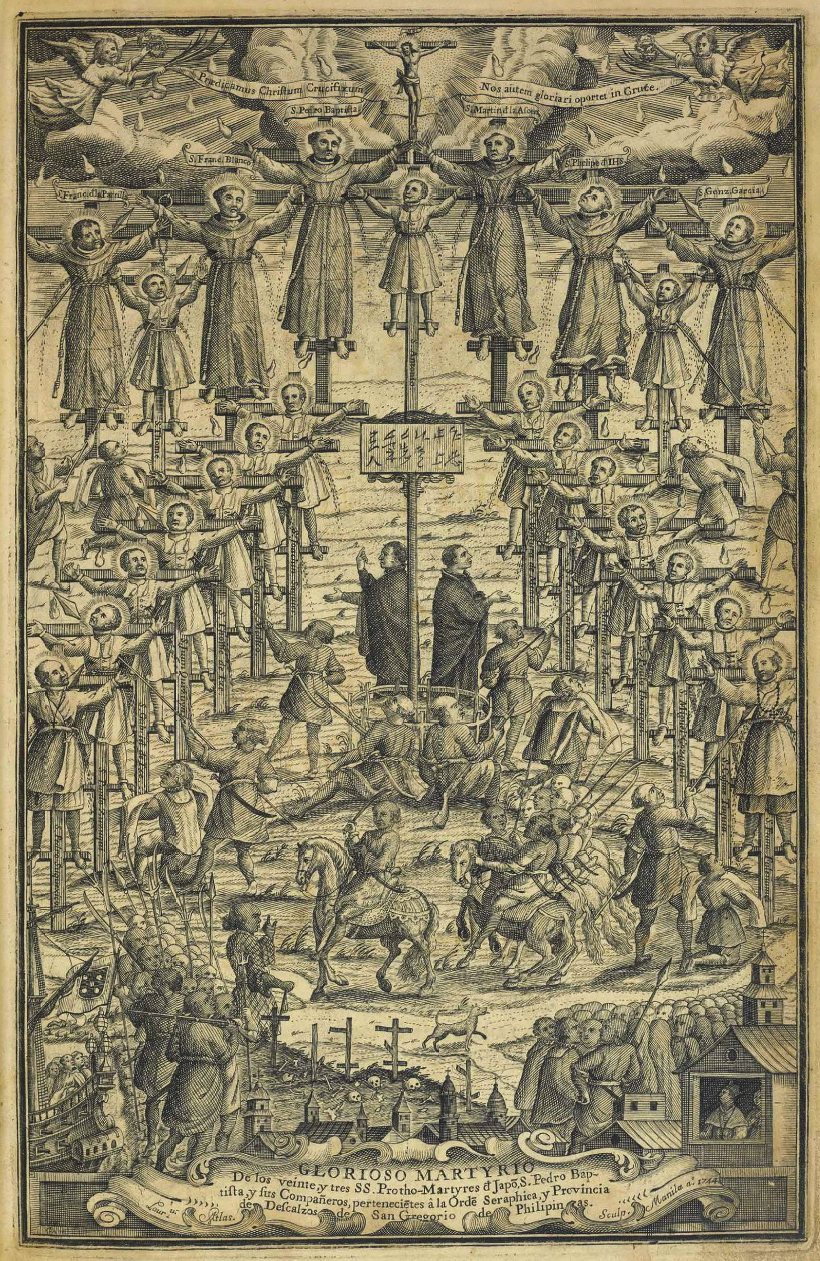
Gravure de Laureano Atlas représentant les Vingt-six martyrs du Japon, 1744.

Le crucifiement (haritsuke) a été pratiqué au Japon parmi d'autres supplices durant l'époque Sengoku. On a souvent évoqué une influence consécutive à l'arrivée de chrétiens, mais cette pratique de supplicier des gens sur des cadres — plus exactement que des croix — remonte au XIIe siècle, même s'il semble que la symbolique chrétienne ait été assimilée lorsqu’il s'est agi de supplicier des chrétiens au XVIe siècle. Le supplicié était ligoté à deux barres horizontales sur une poutre verticale et, une fois la croix érigée, transpercé de traits de part et d'autre. Le corps était laissé durant trois jours. Au XVIe siècle, à l'époque de Toyotomi Hideyoshi, le crucifiement tête en bas était courant. Il a existé une variante pour les chrétiens crucifiés : en bord de mer à marée basse pour que la marée montante les submerge jusqu’à la tête, pour un supplice (appelé mizuharitsuke) qui pouvait durer plusieurs jours. Le crucifiement était encore pratiqué au Japon dans la deuxième partie du XIXe siècle.

### Crucifiement en Islam

#### Récit dans le Coran
Le Coran mentionne plusieurs fois le crucifiement . Dans la Sourate Al-A'raf (Coran 7:124), Fir'awn (Pharaon en arabe) dit qu'il va crucifier ses propres sorciers pour avoir accepté la religion de Moïse.

« Et les magiciens se jetèrent prosternés. Ils dirent : « Nous croyons au Seigneur de l’Univers, au Seigneur de Moïse et d’Aron. ». « Y avez-vous cru avant que je ne vous (le) permette ? dit Pharaon. C’est bien un stratagème que vous avez manigancé dans la ville, afin d’en faire partir ses habitants. Vous saurez bientôt... Je vais vous couper la main et la jambe opposées, et puis je vous crucifierai tous. » Ils dirent : « En vérité, c’est vers notre Seigneur que nous retournerons. » »

— Coran 7:124
De même, dans la sourate Youssouf (Joseph dans l'islam), Joseph prédit à un de ses compagnons de cellule après avoir interprété son rêve qu'il sera crucifié par le pharaon:

« ô mes deux compagnons de prison ! L’un de vous donnera du vin à boire à son maître ; quant à l’autre, il sera crucifié, et les oiseaux mangeront de sa tête. L’affaire sur laquelle vous me consultez est déjà décidée. »

— Coran 12:41

#### Le crucifiement dans la jurisprudence islamique
L'islam s'est répandu dans des contrées, où de nombreuses sociétés, y compris les empires sassanide et romain, utilisaient autrefois le crucifiement pour punir les traîtres, les rebelles, les voleurs et les esclaves criminels. Le Coran fait référence au crucifiement dans six passages différents, dont le plus significatif pour les développements juridiques ultérieurs est le verset 33 de la sourate 5, Al-Ma'ida (La table servie) : 

« La récompense de ceux qui font la guerre contre Allah et Son messager, et qui s'efforcent de semer la corruption sur la terre, c'est qu'ils soient tués, ou crucifiés, ou que soient coupées leur main et leur jambe opposées, ou qu'ils soient expulsés du pays. Ce sera pour eux l'ignominie ici-bas; et dans l'au-delà, il y aura pour eux un énorme châtiment. »

— Le Coran, « La Table », V, 33, (ar) المائدة
Il existe des hypothèses contradictoires sur l'origine de ce verset :  
- D'après Abdullah ibn Abbas : « Le verset : « La punition de ceux qui font la guerre contre Allah et Son Apôtre, et qui cherchent de toutes leurs forces à faire du tort dans le pays, est l’exécution, ou la crucifixion, ou la section des mains et des pieds des côtés opposés ou l’exil du pays … très miséricordieux » fut révélé au sujet des polythéistes. Si l’un d’eux se repent avant qu’ils soient arrêtés, cela n’empêche pas qu’il lui soit infligé la peine prescrite, qu’il mérite[31]. »

- D'après Abou al-Zanad (ar) : « Quand le Messager d'Allah (ﷺ) eut coupé les pieds et les mains de ceux qui avaient volé ses chameaux et qu'il leur eut enlevé les yeux avec des clous chauffés au feu, Allah le réprimanda et il révéla : « La punition de ceux qui font la guerre à Allah et à son apôtre et qui les affrontent avec toutes leurs forces pour semer la discorde sur la terre sera l'exécution ou la crucifixion[32]. » »

Quoi qu'il en soit, la première exécution judiciaire par crucifiement de l'histoire islamique aurait eu lieu sous le califat d'Omar ibn al-Khattâb :
- Oumm Waraqah, fille d'Abdullah ibn Nawfal al-Ansariyyah, rapporte : « Quand le Prophète (ﷺ) a commencé la bataille de Badr, je lui ai dit : Messager d’Allah permettez-moi de vous accompagner dans la bataille. Je pourrais servir d’infirmière pour les blessés. Il est possible qu’Allah puisse m’accorder le martyre. Il a dit : Reste chez toi. Allah, le tout-puissant, t’accordera le martyre. » Le narrateur a dit : « Depuis lors elle fut appelée Martyr. Elle lut le Coran. Elle demanda au Prophète (ﷺ) la permission d’accueillir un muezzin dans sa maison. Il la lui donna. Elle annonça à ses esclaves, un homme et une femme, qu’ils seraient libres après sa mort. Une nuit, ils s’approchèrent d’elles et l’étranglèrent avec un morceau de tissu, puis s’enfuirent. Le jour suivant, Omar fit proclamer au peuple : « Quiconque les connaît ou sait où ils se trouvent doit me les livrer. » Omar ordonna ensuite qu’ils soient crucifiés. Ce fut la première crucifixion à Médine[33]. »

La jurisprudence islamique (fiqh) classique applique le verset 33 de la sourate 5 principalement aux bandits de grand chemin, en tant que hadd (c'est-à-dire une peine légale qui, en vertu de la charia, est prescrite et fixée par Dieu). La préférence pour le crucifiement par rapport aux autres peines mentionnées dans le verset ou pour leur combinaison (que Sadakat Kadri (en) a qualifié d'« équivalent islamique du Hanged, drawn and quartered que les Européens médiévaux infligeaient aux traîtres) » est soumise à des « règles complexes et contestées » dans la jurisprudence classique. La plupart des ouléma exigeaient, à la suite d'Abdullah ibn Abbas : 
- la mort et le crucifiement en cas de pillage combiné avec le meurtre ;

- la mort sans crucifiement en cas de meurtre sans pillage ;

- l'amputation croisée (main droite et pied gauche) en cas de pillage sans meurtre ;

- l'exil en cas d'intimidation des passagers, sans meurtre ni pillage.

Cependant, certains ont soutenu l'exécution par d'autres méthodes, y compris pour le premier scénario. Les principales méthodes de crucifiement sont :
- l'exposition du cadavre du coupable après exécution par une autre méthode, attribuée à « la plupart des savants[30],[36] » et en particulier à Ahmad et Ash-Shâfi'î[37], ou à ceux qui se sont inscrits dans leurs méthodologies : les hanbalites et les chaféites[38] ;

- l'exécution du coupable par une autre méthode après son crucifiement, attribuée aux malikites (ou, du moins, à la majorité d'entre eux[39]), à la plupart des hanafites, à la plupart des jafarites, à certain chaféites[38] et aux imams Malik, Abou Hanifa et al-Awza'i[37] ;

- la mise en croix du coupable vivant pendant trois jours et la grâce en cas de survie, attribuée aux chiites[39].

La plupart des juristes (fuqaha) classiques limitent la période de crucifiement à trois jours. Le crucifiement consiste à fixer ou à empaler le corps sur une poutre ou un tronc d’arbre. Divers avis minoritaires ont également prescrit le crucifiement comme peine pour un certain nombre d’autres crimes. Des cas de crucifiement dans la plupart des catégories prescrites par le droit pénal musulman ont été enregistrés dans l’histoire de l’islam, et l’exposition prolongée des corps crucifiés était particulièrement courante pour les opposants politiques ou religieux, (appelés zanadiq).

#### Le crucifiement dans les pays musulmans

##### Arabie Saoudite
Le crucifiement est toujours pratiqué en Arabie Saoudite pour des condamnés à mort. Il demeure toutefois rare et est utilisé pour exposer le corps après l'exécution, qui est réalisée par d'autres moyens.

##### Malaisie

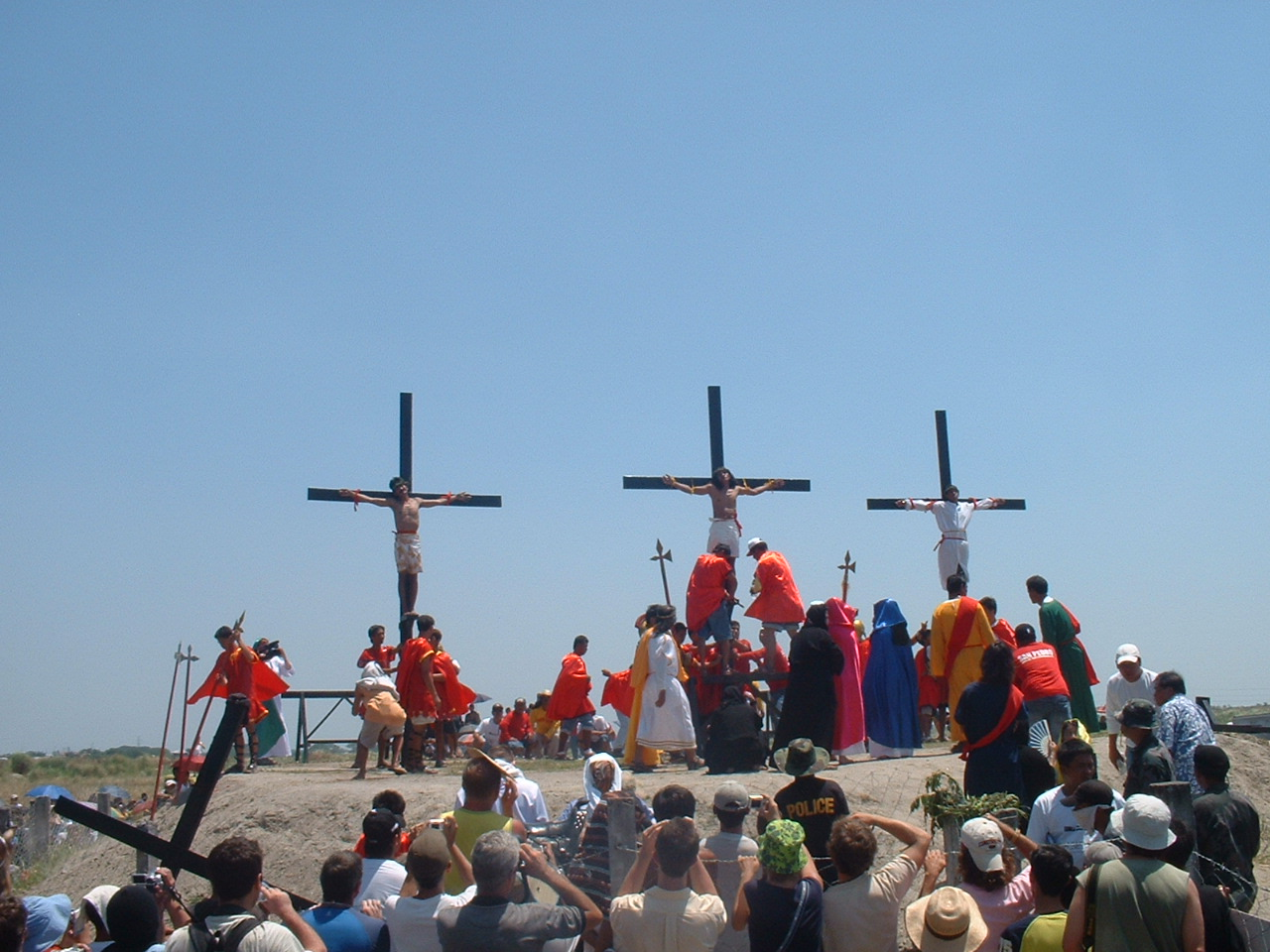
Crucifixion par dévotion à San Fernando, Pampanga, Philippines, Pâques 2006.

Le crucifiement est prévu par les dispositions pénales de deux États malaisiens : le Kelantan et le Terengganu. Il est applicable post mortem aux musulmans malaisiens exécutés après avoir été reconnus coupables du meurtre d'une personne et de la subtilisation de ses biens ou de ceux d'autrui. Dans les faits, cette sanction n'est cependant jamais appliquée.

### Théâtralisation aux Philippines
Chaque année aux Philippines, des chrétiens se font volontairement fouetter et crucifier (parfois même avec des clous) afin d'endurer les mêmes souffrances que le Christ. Ils ne restent pas longtemps ligotés à la croix. Quelquefois ils se font percer les membres. C'est par le ligotage qu'ils tiennent suspendus à la croix. Cette pratique n'est pas approuvée par l'Église catholique et n'est pratiquée que par quelques sectes catholiques présentes dans le pays.

## Représentation dans l'art

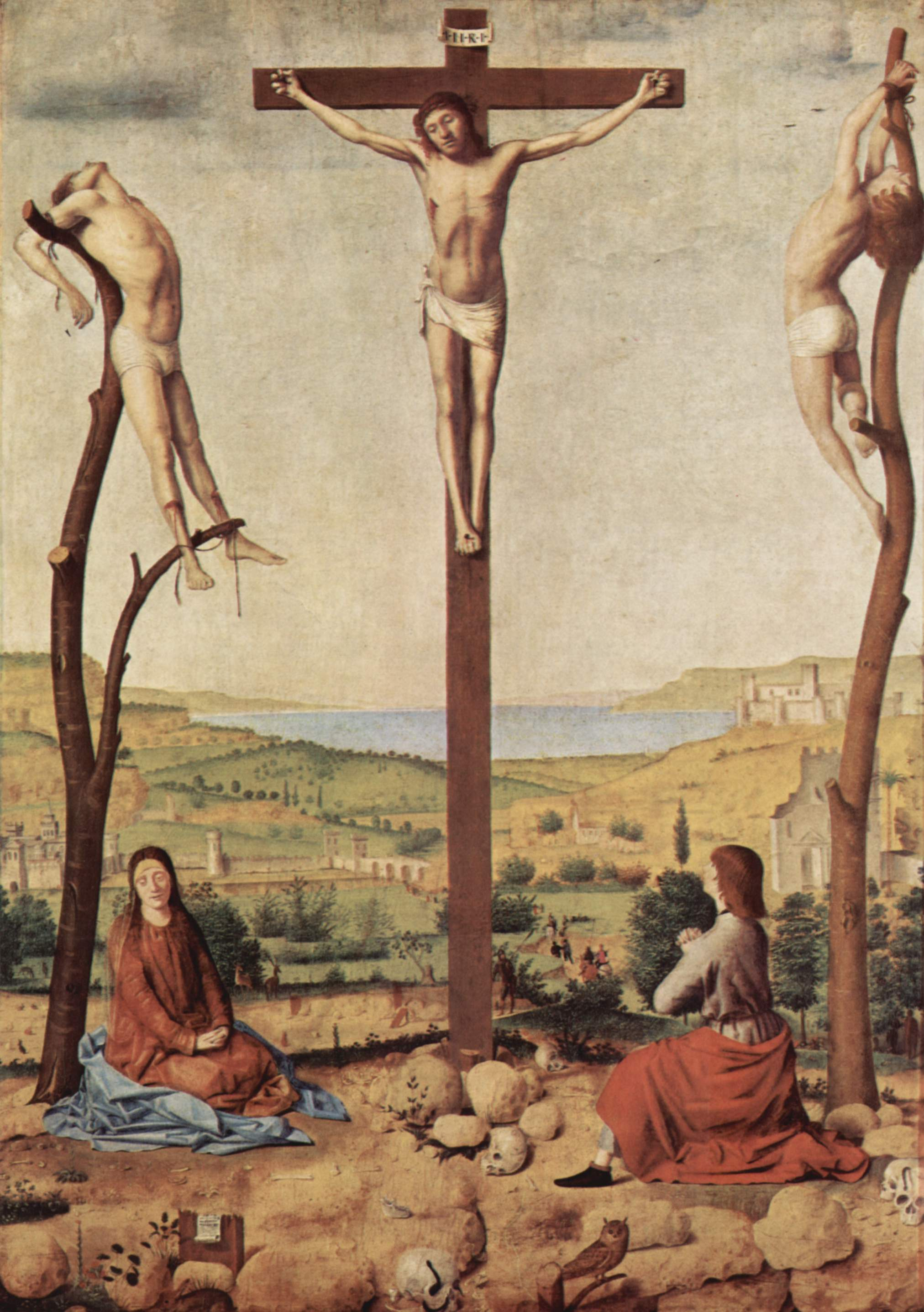
Antonello de Messine, La Crucifixion, 1475.
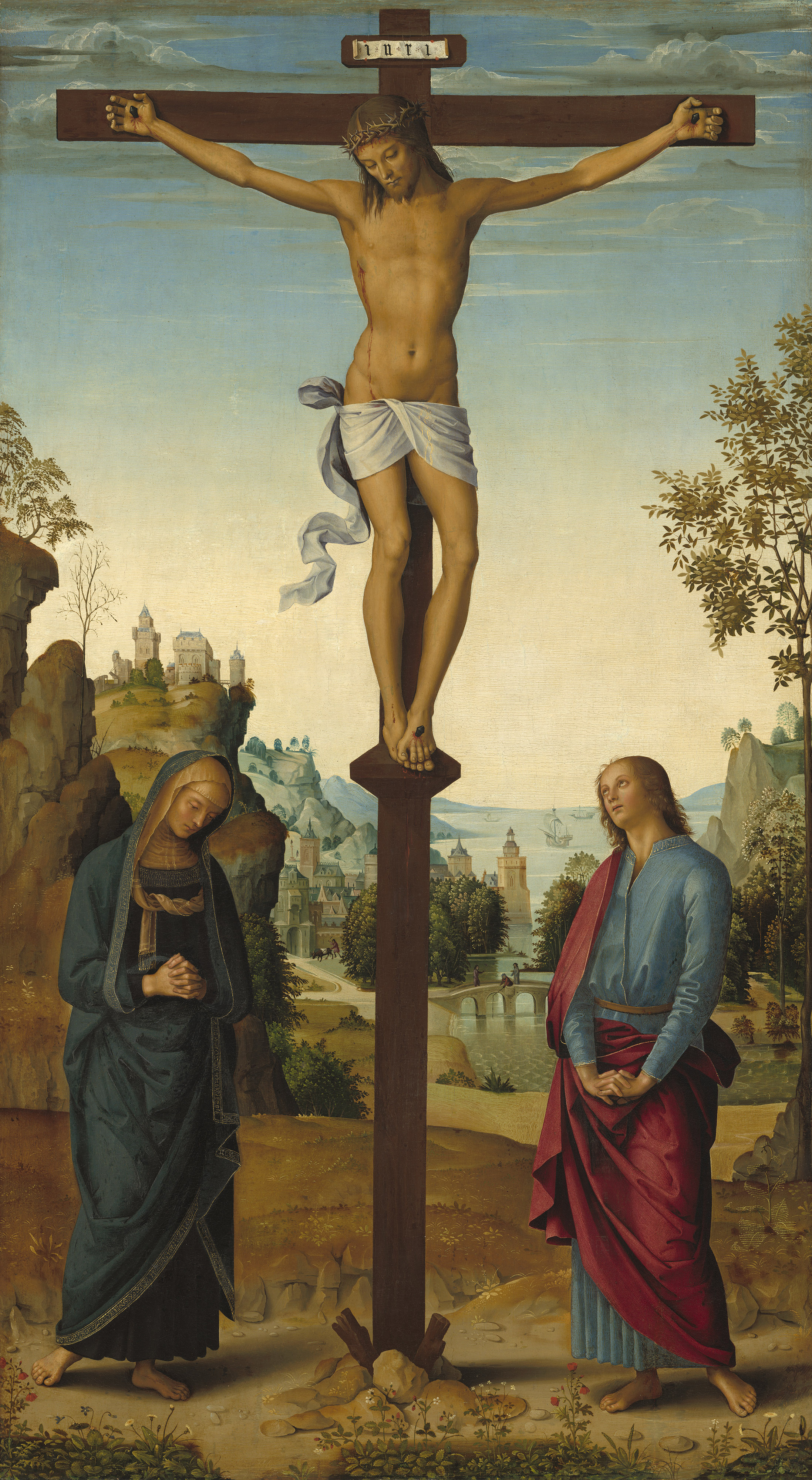
Le Pérugin, Crucifixion de Jésus-Christ.
Le Crucifiement de saint Pierre (1601), Le Caravage.
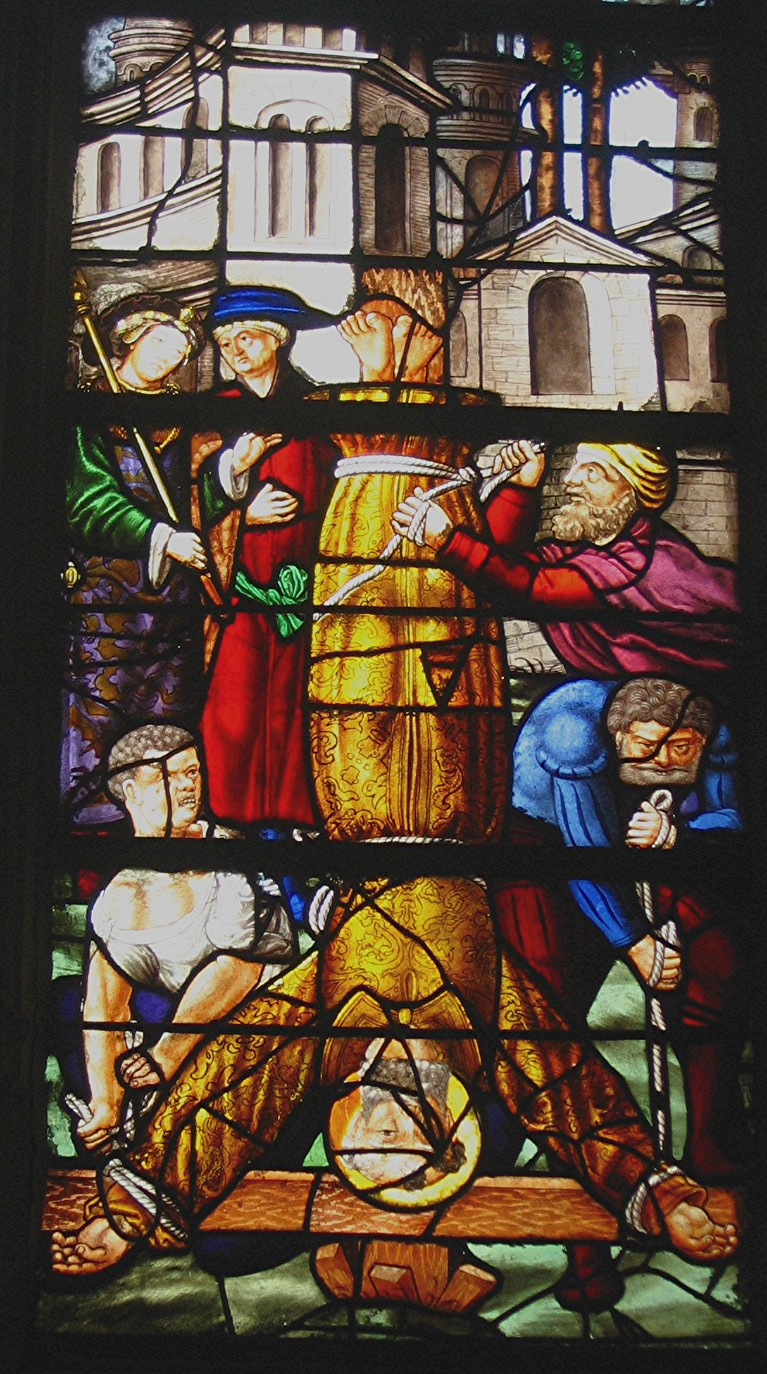
Crucifiement de Pierre, vitrail du XVIe siècle, Notre-Dame des Andelys.
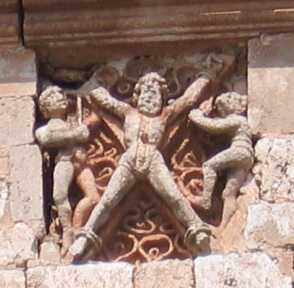
Crucifiement de Saint André.
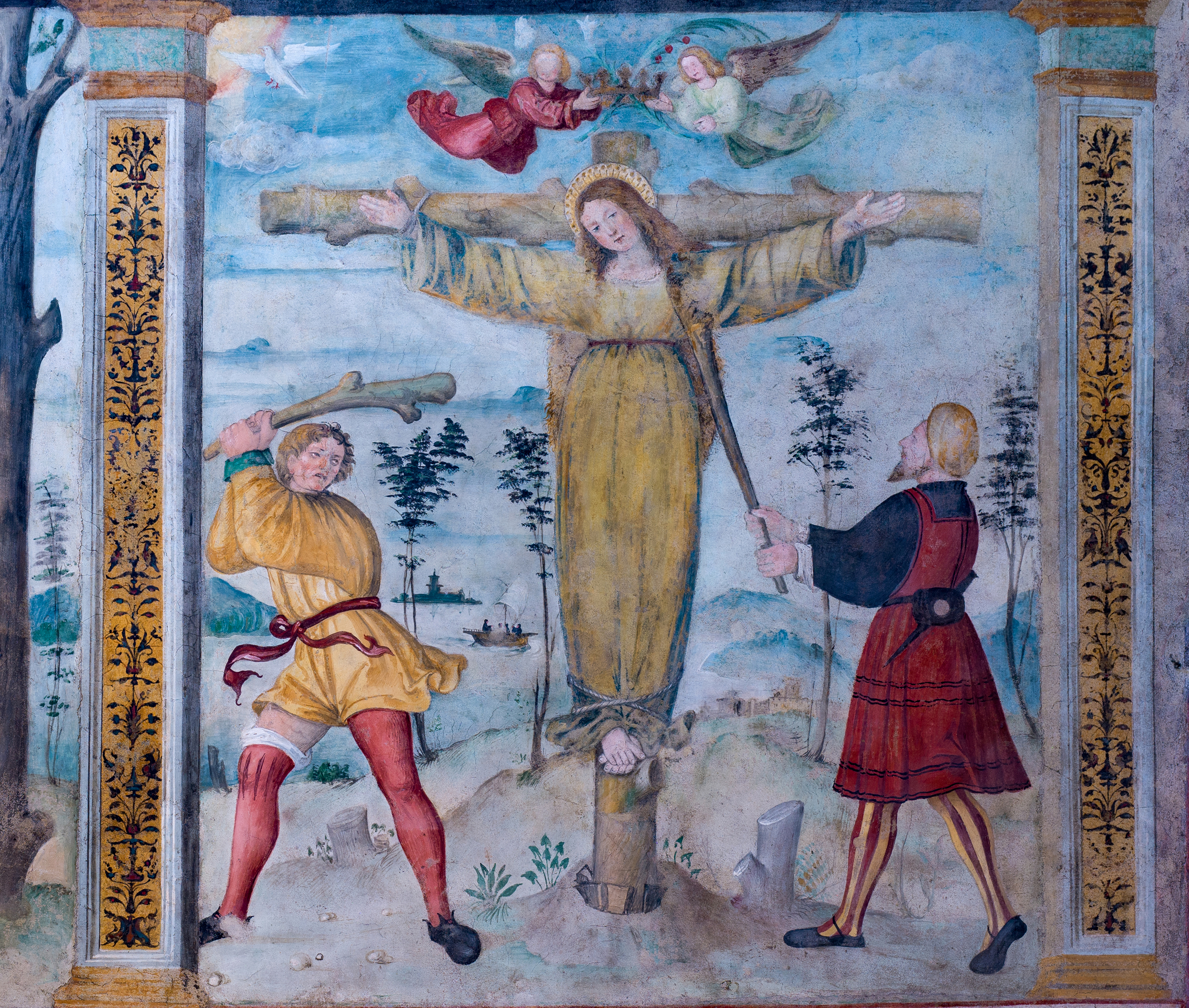
Le Martyre de Julie de Corse, Floriano Ferramola, musée de Sainte Julie, Brescia, Italie.

## Aspects cliniques
Une dizaine d'hypothèses tentant d'expliquer les circonstances de la mort sur la croix par l'intermédiaire de connaissances médicales ont été proposées au cours des XIXe et XXe siècles par un éventail de personnes, dont des médecins, des historiens, et même des mystiques. Dès 1847, en s'appuyant sur Jean 19:34, le médecin William Stroud a proposé la théorie de rupture du cœur comme cause de la mort du crucifié et cette théorie influença par la suite un certain nombre d'autres experts,.
La première théorie viable est celle de la mort par asphyxie. Des expériences pseudo-médicales pratiquées par les nazis pendant la Seconde Guerre mondiale montrent que la mort survient par asphyxie après une durée variable allant d'une dizaine de minutes à une heure suivant que les pieds du condamné sont lestés ou libres. En effet, le crucifié a le souffle coupé à cause de la traction exercée par son seul poids sur son diaphragme, et il est donc obligé d'utiliser les muscles des épaules, pectoraux et intercostaux pour relever son corps et s'aider à respirer. Il peut s'appuyer sur ses pieds quand ceux-ci reposent sur une console de bois chevillée à la croix, le suppedaneum, mais le corps retombe quand les muscles des jambes se fatiguent à leur tour. Naturellement, le condamné finit par souffrir de crampes, causant une alternance entre blocage et détente respiratoire, ce qui provoque finalement une mort lente par asphyxie. Les bourreaux romains, experts en la matière pour ce mode d'exécution, pouvaient ainsi prolonger l'agonie de deux ou trois jours. Pour accélérer la mort, les membres du condamné peuvent être brisés à la barre de fer (crurifragium). Le supplicié ne peut plus alors se redresser et s'épuise plus rapidement.
Des expériences plus récentes corroborent cette mort par asphyxie. Ces expériences simulent la crucifixion chez des volontaires sains et de nombreux médecins conviennent que la crucifixion provoque une perturbation profonde de la capacité de la victime à respirer. Un des symptômes de l'asphyxie exhaustive est que la victime crucifiée trouve progressivement de plus en plus difficile d'obtenir assez de souffle pour parler. Les expériences du chirurgien Pierre Barbet suggèrent que le crucifié devait utiliser ses pieds percés pour lever son corps afin de décontracter ses muscles thoraciques inspiratoires et expiratoires. En effet, le poids du corps reposait exclusivement sur les jambes. Il arrivait parfois que les jambes des condamnés soient brisées afin d'accélérer l'étouffement. Le supplicié mourait ainsi d'asphyxie après une période d'auto-torture importante passée à tenter de desserrer le blocage mécanique de la cage thoracique en se soulevant sur ses pieds.
En 2006, le médecin généraliste John Scotson a examiné plus de quarante publications sur la cause de la mort des crucifiés et les théories allaient de la rupture myocardique à l'embolie pulmonaire.
Une autre théorie, celle de la carence cardio-vasculaire, est une explication moderne répandue qui suggère que le crucifié meurt d'un choc profond. Selon cette théorie, la flagellation, les coups, et la fixation du condamné à la croix le laissent déshydraté, faible et gravement malade. Aussi, le crucifié était exposé à un jeu complexe de blessures physiologiques simultanées : la déshydratation, les traumatismes massifs et le déchirement des tissus souples (en particulier à la suite de la flagellation), la respiration insuffisante, et l'effort physique intense, auraient provoqué en lui une carence cardio-vasculaire,.